# Slaget på Fælleden
Slaget på Fælleden (deutsch Schlacht auf der Allmende) ist die Bezeichnung für einen gewaltsamen Zusammenstoß zwischen Arbeitern, Militär und Polizei am 5. Mai 1872 auf dem Nørrefælled in Kopenhagen. In der Geschichte Dänemarks war es der erste größere Aufstand der neuen Arbeiterbewegung.

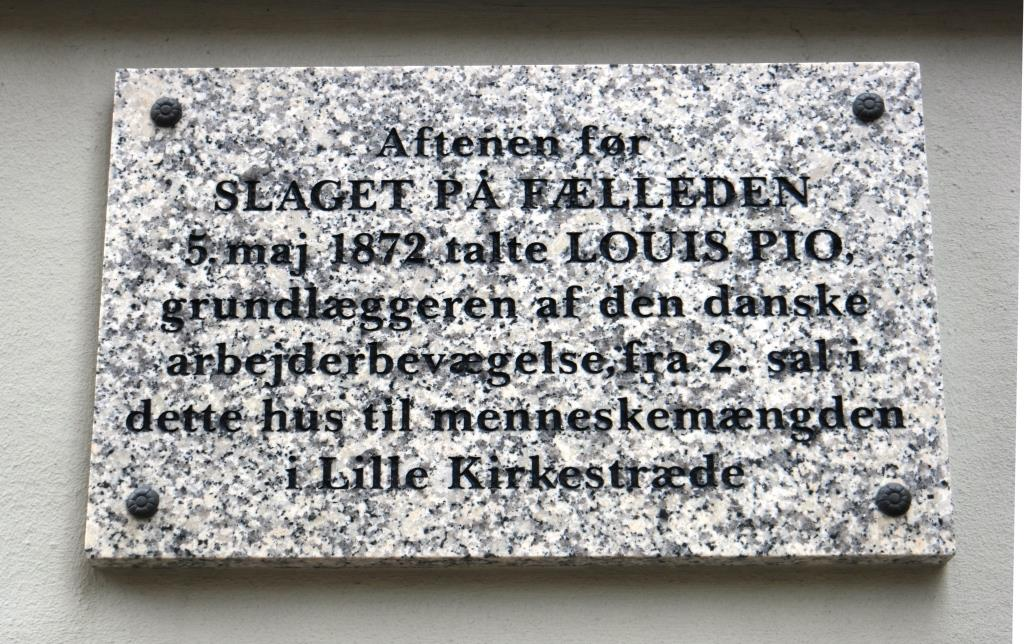
Gedenktafel an der Nikolaikirche in Kopenhagen

Der Hintergrund der Ereignisse war ein Streik der Maurergesellen, der im April 1872 begonnen hatte. Die Forderung war die Abschaffung der so genannten „Sklavenstunde“, der elften Arbeitsstunde zwischen 18 und 19 Uhr. Die dänische Abteilung der Internationale, Socialdemokraterne, verhielt sich zunächst reserviert gegenüber den Streikenden, aber als sich eine Niederlage abzeichnete, beschloss ihr Führer Louis Pio die Einberufung eines großen Treffens auf dem Nørrefælled zum 5. Mai. Ziel sollte es sein, die Solidarität mit den Streikenden zu demonstrieren und mit ihnen zusammen einen Forderungskatalog zu formulieren, der Kronprinz Frederik vorgelegt werden sollte.
Als Auftakt zu dem Treffen verfasste Pio einen sehr scharfen Artikel mit dem Titel „Målet er fuldt“ (Das Maß ist voll) in seiner Zeitung Socialisten. Dieser Artikel führte zur Verhaftung der drei Arbeiterführer Pio, Harald Brix und Paul Geleff am 4. Mai, also einen Tag vor der geplanten Veranstaltung.
Trotz Verbot versammelten sich am Sonntag, dem 5. Mai tausende Arbeiter, obwohl die Streikorganisatoren dies verhindern wollten. Die Behörden setzten Husaren ein, um die unbewaffnete Menschenmenge zu vertreiben.
Die Slaget på Fælleden erlangte den Status eines politischen Mythos in der Geschichte der dänischen Arbeiterbewegung. Eine der Lehren aus der Repression war der moderatere Kurs, den die Bewegung in den 1880ern einschlug.